# Вулька-Сьвйонткова
Вулька-Сьвйонткова (пол. Wólka Świątkowa) — село в Польщі, у гміні Луків Луківського повіту Люблінського воєводства.
Населення — 578 осіб (2011).
У 1975-1998 роках село належало до Седлецького воєводства.

## Демографія
Демографічна структура станом на 31 березня 2011 року:
|          | Загалом | Допрацездатний вік | Працездатний вік | Постпрацездатний вік |
| -------- | ------- | ------------------ | ---------------- | -------------------- |
| Чоловіки | 297     | 76                 | 198              | 23                   |
| Жінки    | 281     | 65                 | 160              | 56                   |
| Разом    | 578     | 141                | 358              | 79                   |